# Nationalpark Lura
Der Nationalpark Lura (albanisch Parku Kombëtar i Lurës) war ein Nationalpark in Nordostalbanien in der Region Dibra. Das 1966 gegründete Schutzgebiet ging in den 2022 gegründeten Nationalpark Lura-Mali i Dejës auf.
Das 1280 Hektar große Schutzgebiet mit nord-südlicher Ausdehnung befand sich entlang des Höhenzugs Kunora e Lurës zwischen den Tälern von Mat und Drin, der die Grenze der Gemeinden Dibra im Osten und Mat im Westen bildet. Im Hochtal nordöstlich des Nationalparks liegt Lura und ein paar weitere Dörfer.

## Geographie, Fauna und Flora
Die höchste Erhebung der Bergregion ist mit 2121 m ü. A. die Maja Kunora e Lurës, ein schroffer Kalkstein-Felsgipfel im nördlichen Bereich des gleichnamigen Bergzugs. Die bewaldeten Bergkuppen östlich davon bilden mit Höhen zwischen 1350 und 1720 m ü. A. ein Hochplateau oberhalb der umgebenden rund 600 Meter hoch gelegenen Talbecken. Die durchschnittliche Jahrestemperatur beträgt 7,7 °C, die durchschnittliche Niederschlagsmenge 1482 Millimeter.
Im nördlichen Teil des ehemaligen Parks liegen entlang des einzigen Fahrwegs sieben Gletscherseen, namentlich: Liqeni i Madh (dt. Großer See) mit 32 Hektar, Liqeni i Zi (dt. Schwarzer See; 8 Hektar), der mit Weißen Seerosen (Nymphaea alba) und Gelben Teichrosen (Nuphar luteum) bedeckte Liqeni i Luleve (dt. Blumensee; 4 Hektar) und Liqeni i Lopeve (deutsch Kuh-See). Die Größenangaben beziehen sich auf das Frühjahr. Gegen Ende der sommerlichen Trockenzeit haben diese Seen deutlich weniger Wasser. Es gibt weitere kleinere Seen, die dann trocken liegen.
Der Park wurde vor allem wegen des damals noch dichten Waldbestandes und der besonderen Lage der Seen gegründet. In Lura ist eine große Vielfalt von Pflanzen zu finden, darunter einige endemische. Am häufigsten anzutreffen zwischen 1000 und 2000 Metern ist Buchenwald (Fagus sylvatica). Es kommt auch Mischwald vor und reiner Nadelholzbestand aus Weißtanne (Abies alba) und Kiefernarten. Zwischen 1600 und 1700 Meter ist Schwarzkiefer (Pinus nigra) vorherrschend. Darüber gedeihen noch bis 2000 Meter Bergkiefernarten (einzelne Pinus heldreichii) und bis 1700 Meter die Makedonische Kiefer (Pinus peuce). Letztere ist vom Aussterben bedroht und kommt allgemein nur im westlichen Balkan vor.
Die Erwähnung zahlreich vorhandener Tiere wie Wölfe, Wildkatzen, Luchse und Braunbären dient angesichts der ökologischen Probleme (siehe unten) eher der Legendenbildung. Angaben über den Tierbestand liegen nicht vor. Einige endemische Weichtiere, Krebse und Insekten sind nachgewiesen. In den Seen leben Bachforellen (Salmo trutta fario) und Bergmolche (Triturus alpestris).

## Tourismus
Bis auf ein 2006 eröffnetes einfaches Hotel oberhalb des Ortes Fushë-Lura war im Nationalpark keine touristische Infrastruktur vorhanden. Während der kommunistischen Herrschaft, die bis 1991 gedauert hat, wurde zur touristischen Erschließung entlang der Seen von Norden nach Süden ein Fahrweg angelegt. Bei einem der Seen finden sich noch geringe Reste eines hölzernen Pavillons und einer Hütte als ehemalige Ausflugsziele.
Die Anfahrt erfolgt über schlechte Pisten am besten zum Nordende des Parks. Dort liegt der kleine Ort Fushë-Lura (dt. Lura in der Ebene) in einem breiten Tal am Aufstieg zu Lanë Lura (der Hochebene). Den Ort erreicht man von Westen kommend über einen kleinen Pass ab Rrëshen über Kurbnesh auf einer Schotterstraße. Von Osten kommend gibt es eine Abzweigung an der Strecke Peshkopia–Kukës. Der Zugang von Süden über Burrel war im September 2007 für Fahrzeuge nicht möglich. Daher ist auch die im Süden schön inmitten von lichtem Kiefernwald gelegene Grasebene – genannt Marsfeld –, die gelegentlich zusammen mit den Seen touristisch beworben wird, am besten zu Fuß erreichbar.

## Ökologische Probleme

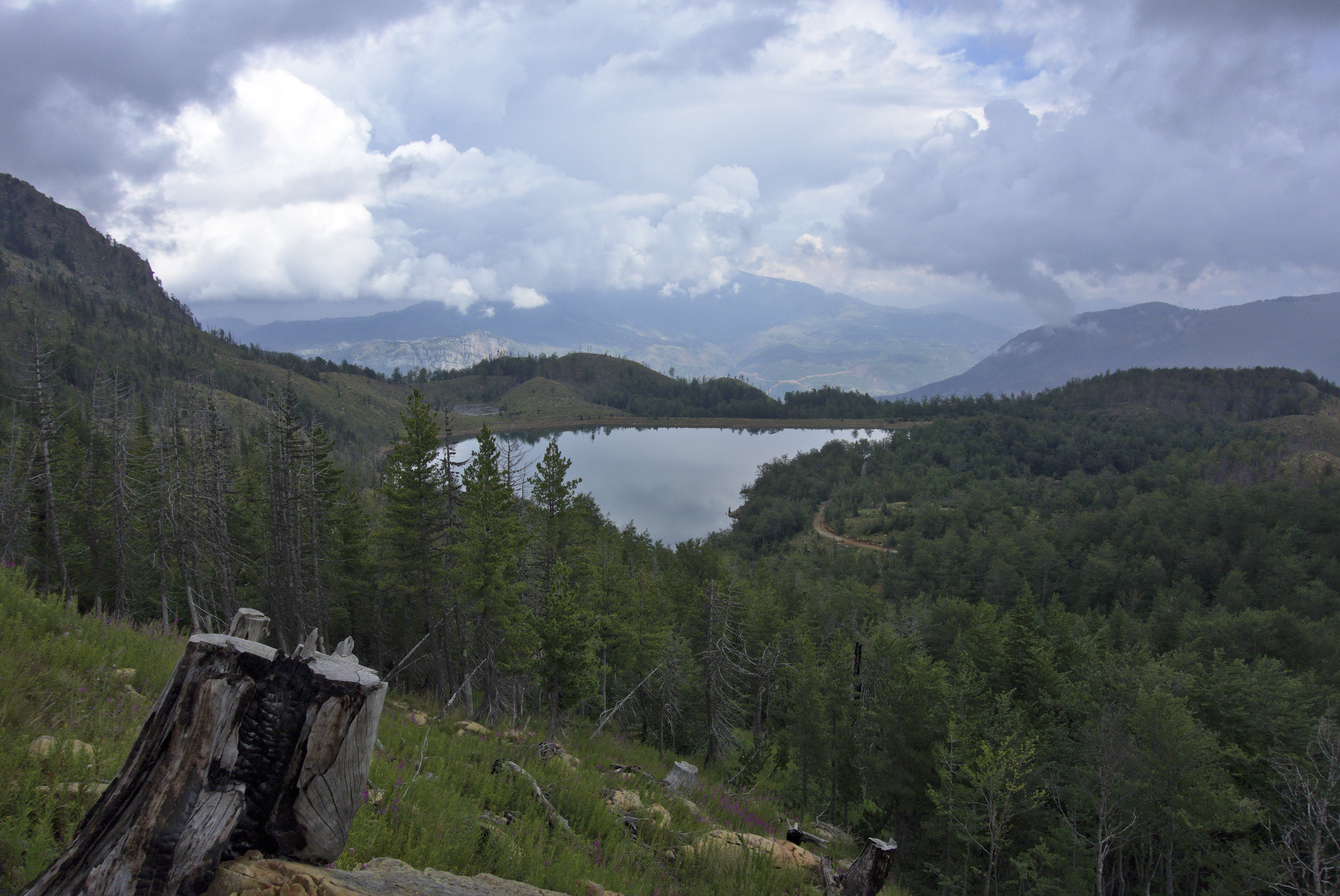
Gefällte Bäume beim Großen See

Der Waldbestand ist stark von Abholzung bedroht. Der bis in die 1980er Jahre im Ort Fushë-Lura noch vorhandene Holzverarbeitungsbetrieb ist verschwunden. Von hier und von anderen Orten in der Umgebung wird aus dem nördlichen Teil des Nationalparks Brennmaterial und Bauholz bezogen. Durch die Art der Transportmittel – Packpferde und Klein-LKW ohne Hebezeug – ist der Schaden begrenzt.
Dagegen sind im mittleren und südlichen Teil große Kahlschlagsflächen sichtbar. Hier findet in großem Stil organisierter illegaler Holzeinschlag statt. Es kommen Traktoren zum Einsatz, die weit in den Wald vordringen. Teilweise werden ganze Waldflächen des alten Baumbestandes gefällt, wobei das Schwachholz unverwertet liegen bleibt und nur das starke Stammholz geborgen wird. Der Abtransport erfolgt durch LKW mit Bordkran nach Süden in Richtung Burrel zunächst in den Ort Lis. Dort gibt es zwei Sägewerke. Mit Wiederaufforstungsprojekten wird versucht, die zerstörten Wälder wiederherzustellen. Ein nationales Baumfällverbot für den Zeitraum 2016 bis 2026 soll der Natur helfen, sich zu erholen.
Im August 2007 wurden große Teile des nördlichen Nationalparkgebiets von Waldbränden betroffen.